# María Guadalupe González
María Guadalupe González (ur. 9 stycznia 1989 w Meksyku) – meksykańska lekkoatletka specjalizująca się w chodzie sportowym.
Przed rozpoczęciem treningów lekkoatletycznych uprawiała boks.
Mistrzyni Ameryki Środkowej i Karaibów w chodzie na 10 kilometrów (2013). W 2015 zdobyła złoty medal igrzysk panamerykańskich w Toronto. Wicemistrzyni olimpijska z Rio de Janeiro (2016) oraz srebrna medalistka mistrzostw świata z Londynu (2017).
Złota medalistka mistrzostw Meksyku oraz reprezentantka kraju w pucharze świata w chodzie.
Rekordy życiowe: chód na 20 kilometrów – 1:26:17 (7 maja 2016, Rzym) rekord Ameryki Północnej.

## Osiągnięcia
| Rok  | Impreza                                  | Miejsce        | Konkurencja           | Pozycja     | Wynik   |
| ---- | ---------------------------------------- | -------------- | --------------------- | ----------- | ------- |
| 2013 | Mistrzostwa Ameryki Środkowej i Karaibów | Morelia        | chód na 10 kilometrów | 1. miejsce  | 47:49   |
| 2014 | Puchar świata w chodzie sportowym        | Taicang        | chód na 20 kilometrów | 16. miejsce | 1:28:48 |
| 2015 | Puchar panamerykański w chodzie          | Orica          | chód na 20 kilometrów | 1. miejsce  | 1:29:21 |
| 2015 | Igrzyska panamerykańskie                 | Toronto        | chód na 20 kilometrów | 1. miejsce  | 1:29:24 |
| 2016 | Drużynowe mistrzostwa świata w chodzie   | Rzym           | chód na 20 kilometrów | 2. miejsce  | 1:26:17 |
| 2016 | Igrzyska olimpijskie                     | Rio de Janeiro | chód na 20 kilometrów | 2. miejsce  | 1:28:37 |
| 2017 | Mistrzostwa świata                       | Londyn         | chód na 20 kilometrów | 2. miejsce  | 1:26:19 |